# Agrilus fuscipennis
Agrilus fuscipennis är en skalbaggsart som beskrevs av Hippolyte Louis Gory 1841. Agrilus fuscipennis ingår i släktet Agrilus och familjen praktbaggar. Inga underarter finns listade i Catalogue of Life.